# Fillan
Fillan – miasto w Norwegii w regionie Trøndelag, ośrodek administracyjny gminy Hitra. Według danych na rok 2018 miasto zamieszkiwało 1058 osób, a gęstość zaludnienia wyniosła 980 os./km².

## Klimat
Średnia temperatura wynosi 0 °C. Najcieplejszym miesiącem jest lipiec (13 °C), a najzimniejszym jest luty (–10 °C).